# Алма-Атинский областной комитет КП Казахстана
Алма-Атинский областной комитет КП Казахстана — региональный орган партийного управления в Казакской АССР (1932—1936) и Казахской ССР (1936—1991 годы).
Алма-Атинская область образована 10 марта 1932 года в числе первых 6 областей Казакской АССР. С 5 декабря 1936 — в составе Казахской ССР. Центр — г. Алма-Ата.

## Первые секретари обкома
- 06.1932-1933 Курамысов Измухан Мукашевич
- 1933-1934 Таболов, Константин Васильевич (Коста)
- 1934-1937 Киселёв, Андрей Дмитриевич
- 1937 Садвокасов, Джанайдар Садвокасович
- 1937-1938 Артыкбаев, Чакпак
- 1938 Мининберг, Вульф Абрамович
- 1938-1940 Садовников, Николай Петрович
- 1940-1943 Кулитов, Джек Галиакпарович
- 1943-1944 Боголюбов, Николай Семёнович
- 1944 Бозжанов, Нурмухамед
- 1945-1951 Джангозин, Джакип-Бек
- 1951-1954 Канапин Амир Канапинович
- 1954 Джакипов, Сейтгалий
- 1954-1956 Шпаков, Онуфрий Степанович
- 1956-1957 Ильяшев, Рымбек Ильяшевич
- 1957-1958 Галайдин, Григорий Спиридонович
- 1958-1962 Бейсебаев Масимхан Бейсебаевич
- 09.1962-01.1963 Байгалиев, Рахим Байгалиевич
- 01.1963-12.1964 (сел.) Канцеляристов, Петр Семёнович
- 01.1963-12.1964 (пром.) Дыхнов, Николай Васильевич
- 12.1964-04.1965 Ниязбеков, Сабир Билялович
- 04.1965-27.04.1978 Аскаров Асанбай Аскарулы
- 27.04.1978-24.09.1985 Аухадиев Кенес Мустаханович
- 24.09.1985-1988 Мендыбаев, Марат Самиевич
- 1988-7.09.1991 Тюлебеков Касым Хажибаевич[1]